# Tupperware
Tupperware és el nom d'una empresa i línia de productes per a la llar que comprèn recipients útils per a la preparació, l'emmagatzematge i la conservació d'aliments, així com d'altres productes que serveixen per a la cuina i la llar. El 1942, Earl Tupper va desenvolupar el seu primer recipient en forma de campana, però els productes de la marca es van introduir per primera vegada al públic el 1948. Tupperware desenvolupa, fabrica i distribueix els seus productes a nivell internacional des d'una filial de propietat total de la seva companyia matriu Tupperware Brands. El 2007, els productes Tupperware es comercialitzaven mitjançant aproximadament 1,9 milions de venedors directes.
Durant dècades, els tuppers i altres productes de l'empresa, tot i que no es podien comprar en cap botiga, van expandir-se per tot el món. Amb el temps, però, moltes altres empreses fabricaven productes similars als de Tupperware i les vendes van anar baixant. Únicament el primer any de la pandèmia de covid van tornar a remuntar les vendes. que el 2022 van tornar a caure. Des d'aleshores, les seves accions van anar baixant i l'abril de 2023 l'empres havia perdut el 90 per cent del valor que tenia un anys abans i tenia un deute de 700 milions de dòlars.
Finalment, el setembre del 2024 Tupperware es va declarar en bancarrota.